# Mikroskopi
Mikroskopi er en metode til at se små detaljer, der ikke kan observeres med det blotte øje. Det ældste og mest kendte instrument er det optiske mikroskop, der bruger linser til at bøje synligt lys for derved at forstørre detaljer. Dette kan bl.a. bruges til at observere mikroorganismer. Nyere mikroskopi-metoder tæller fx STED-mikroskopi og scanning-sondemikroskopi, der har en lavere opløsningsgrænse og evt. kan måle forskellige fysiske egenskaber.
Mikroskopi bruges generelt til at skabe et billede af et undersøgte system. Alternativt kan sprednings-eksperimenter også bruges til at forstå strukturen i et materiale, men disse metoder skaber ikke på samme måde et billede.
Relateret til mikroskopi er teleskopi, der går ud på et se detaljer, der er meget langt væk.

## Mikroskopi-metoder

### Optisk mikroskopi

#### Bakteriemikroskopi
Undersøgelsen af bakterier vha. mikroskopi, foregår ved at dyrkede prøver (væv eller væske) spredes på et objektglas (en lille glasplade, der kan sættes under et mikroskop) og tørres. Herefter er det muligt at farve bakterierne vha. gramfarvning, hvorefter de kan opdeles i gram-negative- og gram-positive bakterier, hvilket gør dem nemmere at identificere.

#### Vævsmikroskopi
Vævsprøver kan benyttes til at undersøge bl.a. vævsopbygningen (histopatologi) og celler med unormalt udseende (cytopatologi).
Undersøgelsen starter med, at en vævsprøve (biopsi) deles op i små stykker, som dyppes i formalin eller et andet fikseringsmiddel. Det fikserede væv bliver så indlejret i paraffin, og paraffinblokken snittes i ganske tynde stykker, som placeres på et objektglas. Herefter fjernes paraffinen, og vævet farves med specielle farver, der kan forstærke mikroskopiske detaljer.

### Scanning-sondemikroskopi (SPM)

#### Scanning-tunnelmikroskopi (STM)
En måleteknik, der er afgørende vigtig inden for nanoteknologi, er Scanning-tunnelmikroskopi (STM). STM gør det muligt at se de enkelte atomer på overfladen af materialer. Med STM aftastes overfladens struktur ved på kontrolleret vis at bevæge en uhyre spids nål, der ender i et enkelt atom, hen over det materiale, man vil undersøge. Dynamiske processer og kemiske reaktioner på overflader kan studeres med ultimativ atomar opløsning. På unik vis kan man endvidere, ved at bruge STM nålen til at skubbe og trække atomer rundt på overfladen, danne de mindste strukturer, man kan tænke sig, bestående af ganske få atomer.